# Vincenzo Filliucci
Vincenzo Filliucci (Siena, 7 de agosto de 1566 - Roma, 5 de abril de 1622) jesuita y teólogo católico italiano.

## Vida
Había estudiado la filosofía antes de entrar en la Compañía de Jesús. Después de cursar los cuatro años de teología, enseñó filosofía por dos años y matemáticas otros dos. Fue rector de los colegios de Siena (1596-1599) y Florencia (1606-1607). Enseñó teología moral (1600-1604, 1607-1613) y matemáticas (1610-1611) en el Collegio Romano.
Alcanzó celebridad como moralista. Fue penitenciario en la Basílica de San Pedro, Roma, y «responsor» en cuestiones morales. «In re morali, auctoribus gravibus accensetur». Sin embargo, cuatro de sus sentencias fueron condenadas (24 de septiembre de 1665 y el 2 de marzo de 1679) por laxistas. Publicó un extenso tratado Moralium quaestionum, y un compendio que se publicó péstumo. Los jansenistas le acusaron de laxismo y de favorecer el probabilismo. Blaise Pascal lo cita con frecuencia en sus Lettres provinciales como laxista.

## Obras
- Moralium quaestionum de Christianis officiis et casibus conscientiae... 2 v. (Lyon, 1622).
- Compendium quaestionum moralium (Roma, 1626).